# Elatostema rhombiforme
Elatostema rhombiforme es una especie de planta del género Elatostema, perteneciente a la familia Urticaceae.

## Taxonomía
Elatostema rhombiforme fue descrita por Wen Tsai Wang en 1980.

## Distribución
Se encuentra en el territorio del Himalaya oriental y centro-sur de China.